# 中頻
中頻（MF），頻段由300kHz 到 3000kHz，多數作AM電台。比中頻略低的是低頻（LF），比中頻略高的是高頻（HF）。在日間時，傳送距離較短；但是到了夜間時間可以利用電離層反射信號，可以作遠距離傳信。但是較容易和其他電台的信號混雜一起，影響接收。 